# (3902) Yoritomo
(3902) Yoritomo ist ein Asteroid des Hauptgürtels, der am 14. Januar 1986 von den japanischen Astronomen Shigeru Inoda und Takeshi Urata an der Sternwarte von Karasuyama (IAU-Code 889) in der Präfektur Tochigi entdeckt wurde.
Der Asteroid wurde nach Minamoto no Yoritomo (1147–1199) benannt, dem ersten Shōgun Japans und Begründer des Kamakura-Shōgunats.